# Rawa Bangun (Taman Sari)
Rawa Bangun is een bestuurslaag in het regentschap Pangkal Pinang van de provincie Bangka-Belitung, Indonesië. Rawa Bangun telt 2848 inwoners (volkstelling 2010).